# Брегадзе, Гурам Важаевич
Гурам Важаевич Брегадзе (род. 21 мая 1979) — грузинский театральный режиссёр.

## Биография
Гурам Важаевич Брегадзе родился 21 мая 1979 года в Тбилиси.
Окончил актёрский факультет Тбилисского театрального института имени Шота Руставели (мастерская Шалва Гацерелия) в 1995 г., а затем факультет режиссуры драмы (мастерская Гизо Жордания) того же института в 2004 году.
В своих постановках Гурам Брегадзе выражает эстетику Новой Драмы, что вызывает поиск нового театрального языка в его творчестве.

## Постановки
- 2004 — Карлос Горостиса «Супер Мелодия», дипломная работа в Тбилисском театральном институте имени Шота Руставели
- 2005 — Мариус фон Майенбург «Холодный ребёнок», «Театральный погреб»
- 2009 — Макс Фриш «Бидерман и поджигатели», Театр имени Шота Руставели, режиссёры: Роберт Стуруа, Гурам Брегадзе
- 2009 — Михо Мосулишвили «Рождественский гусь с айвой» (комический триллер), «Театральный подвал в Ваке»
- 2010 — Антуан де Сент-Экзюпери «Маленький принц», «Театральный подвал в Ваке»
- 2011 — Уильям Шекспир «Ромео и Джульетта», «Театральный подвал в Ваке»
- 2012 — Уильям Шекспир «Как вам это понравится», «Театральный подвал в Ваке»
- 2012 — Оскар Уайльд «Звёздный мальчик»[1], в московском театре Et Cetera, Автор сценической редакции, худ.руководитель постановки Роберт Стуруа

## Роли в театре
- 2000 — Якоб Виндиш из спектакля «Россини» (Патрик Зюскинд), «Театральный погреб», Режиссёр: Леван Цуладзе
- 2003 — Отто из спектакля «Бюргерская свадьба» (Бертольт Брехт), «Театральный погреб», Режиссёр: Леван Цуладзе

## Роли в кино
- 2000 — Мародёр в фильме «Школа Нуцы» режиссёра Мераба Кокочашвили

## Призы и награды
- Приз «Лучший молодой режиссёр» за спектакль «Супер Мелодия» на Международном фестивале имени А. П. Чехова, 2005 г.